# Wappen Polens

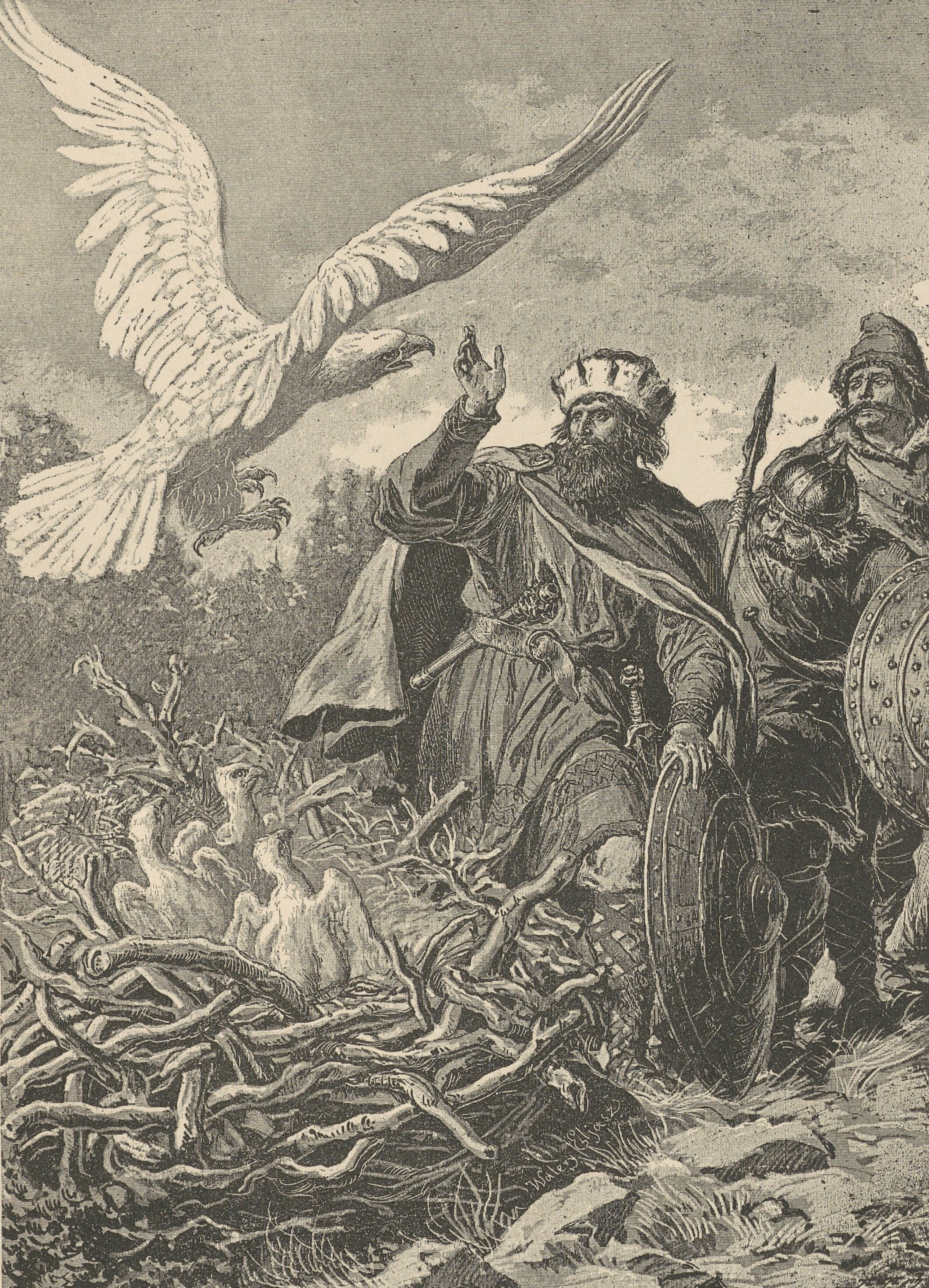
Herzog Lech auf einem Kupferstich von Walery Eljasz-Radzikowski.

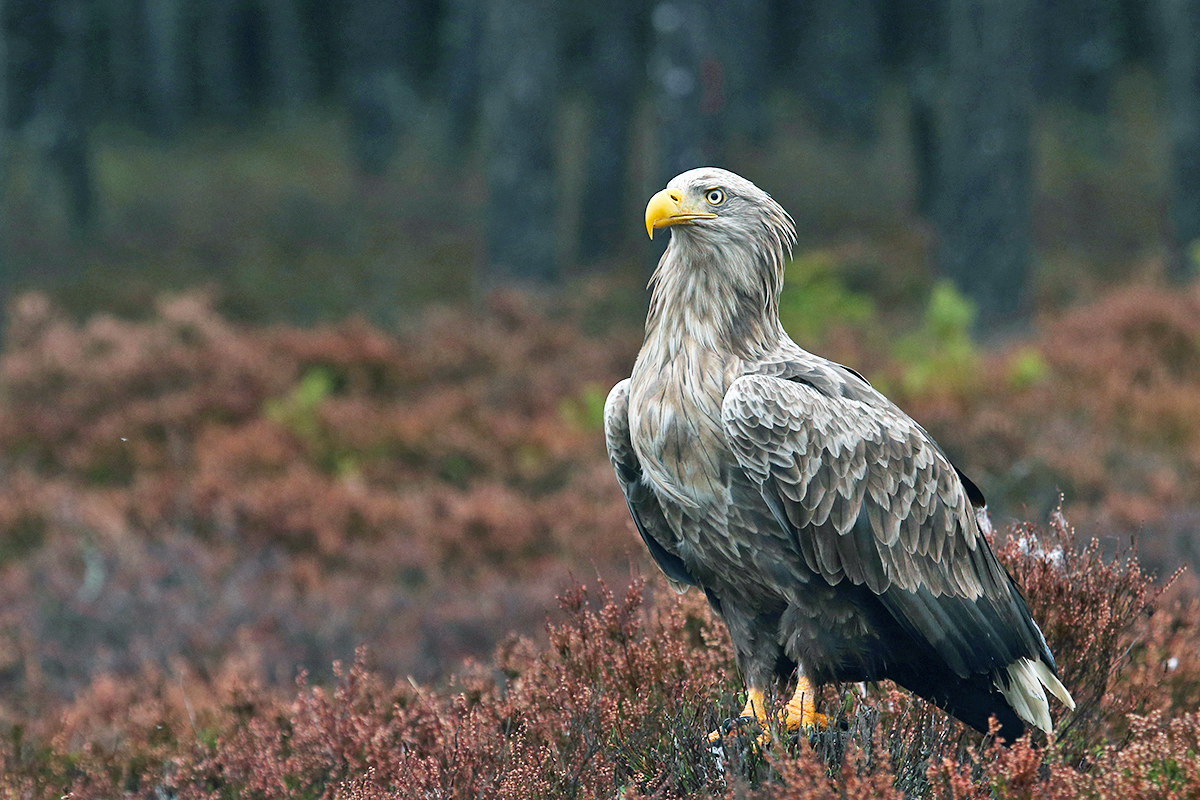
Der in Polen heimische Adler als Wappenvorbild.

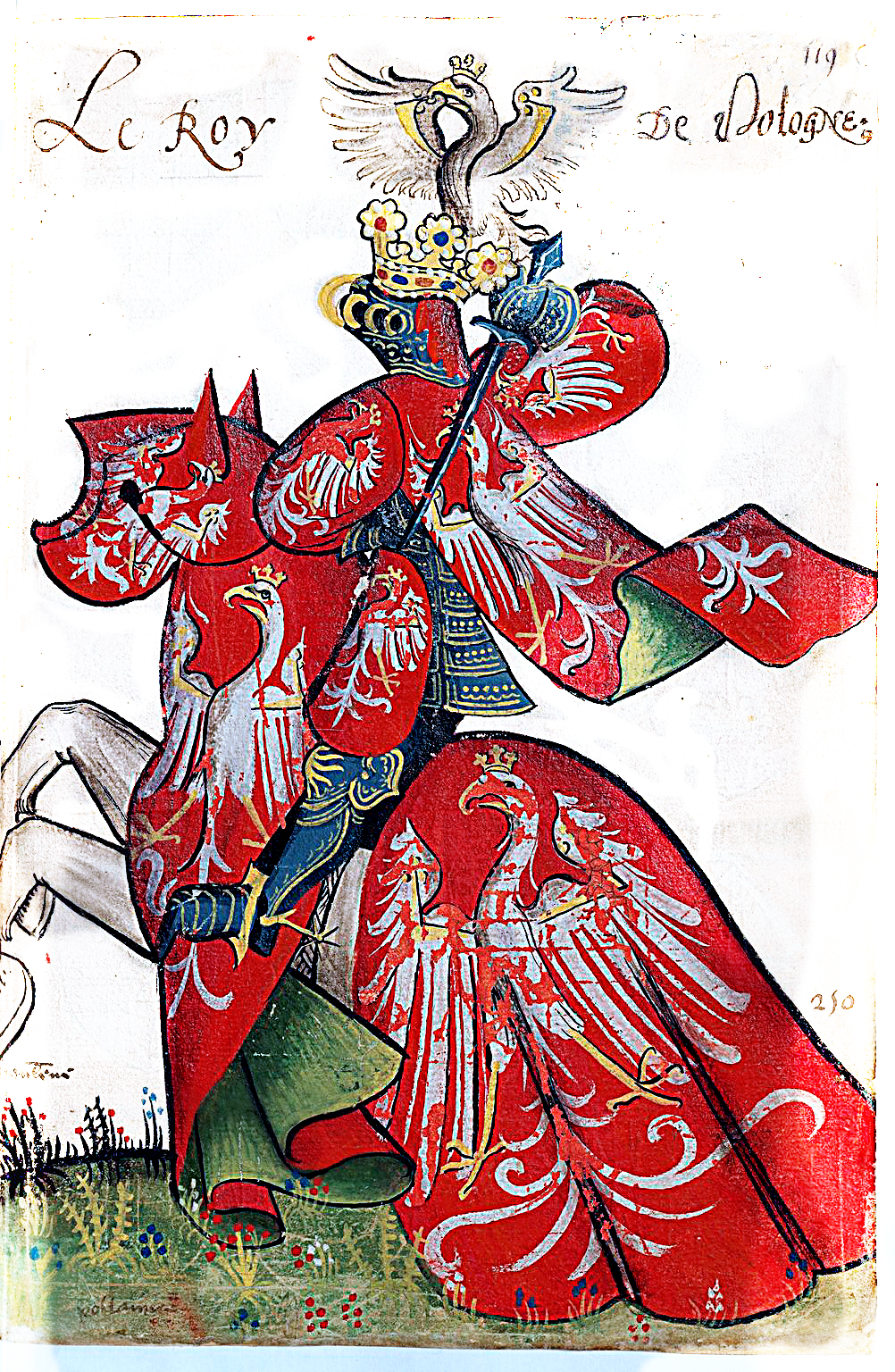
Die Turniertracht des Königs von Polen.

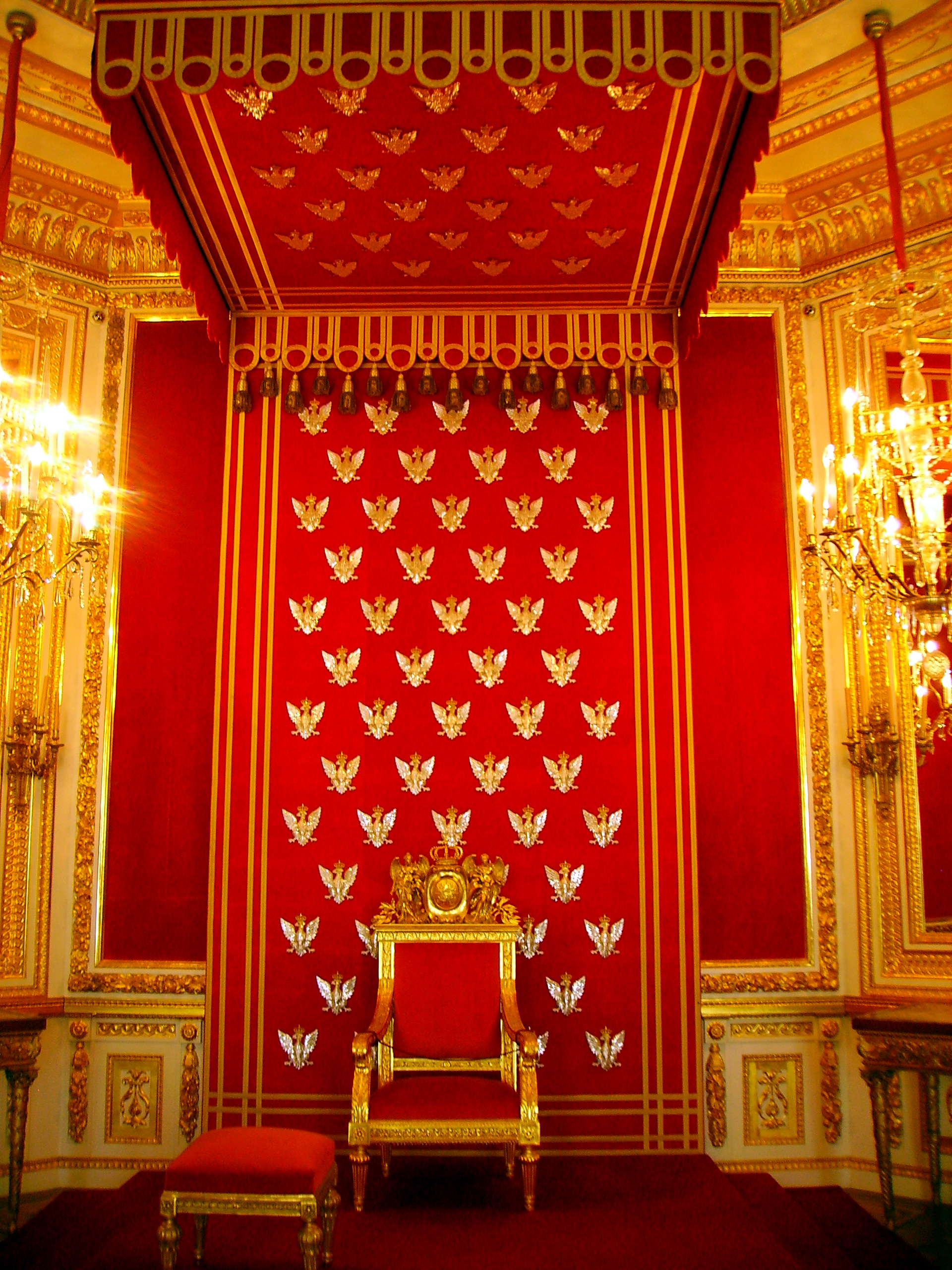
Wandverzierung im Thronsaal des Warschauer Königsschlosses.

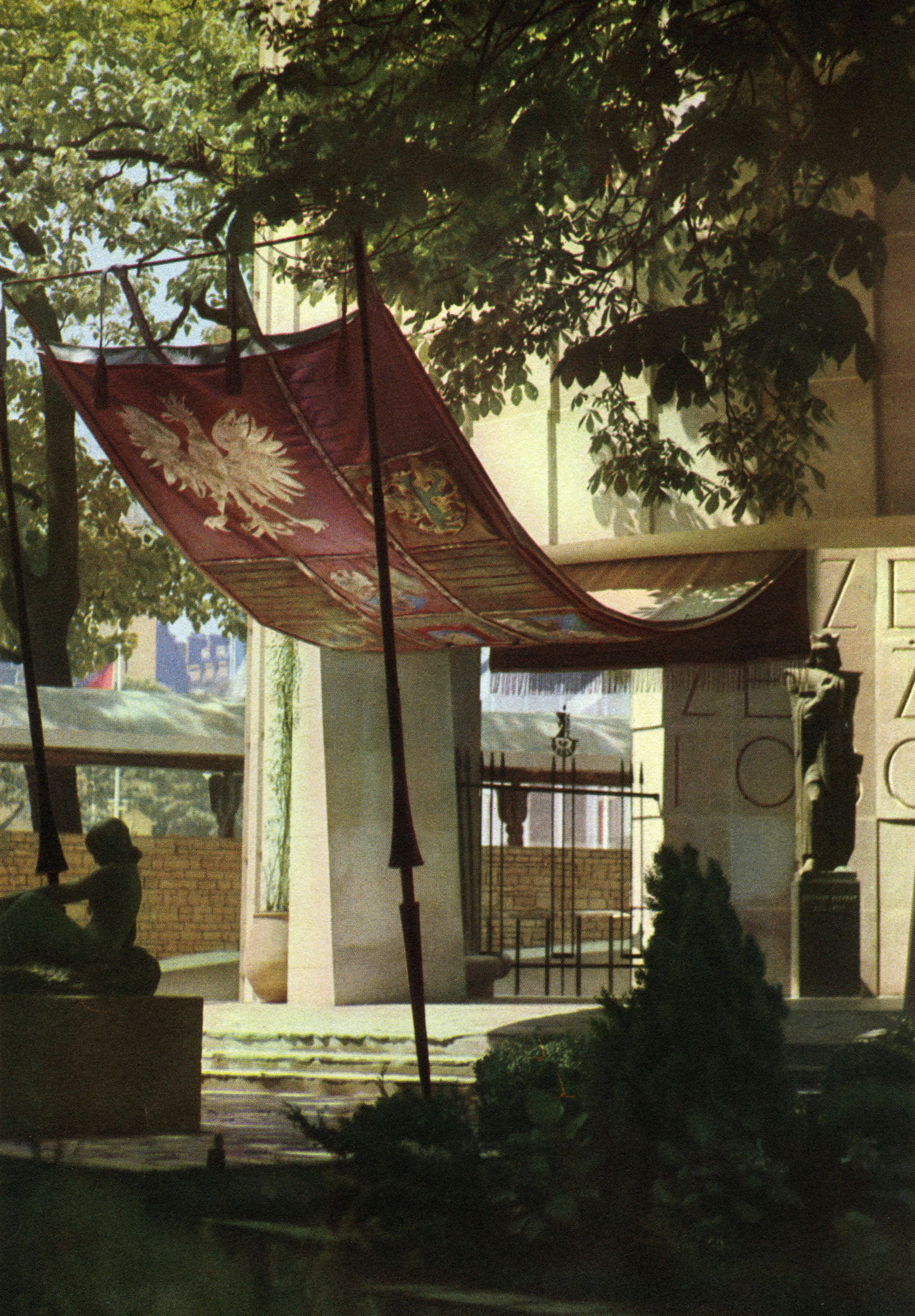
Das polnische Wappen auf der Weltausstellung in Paris 1937.

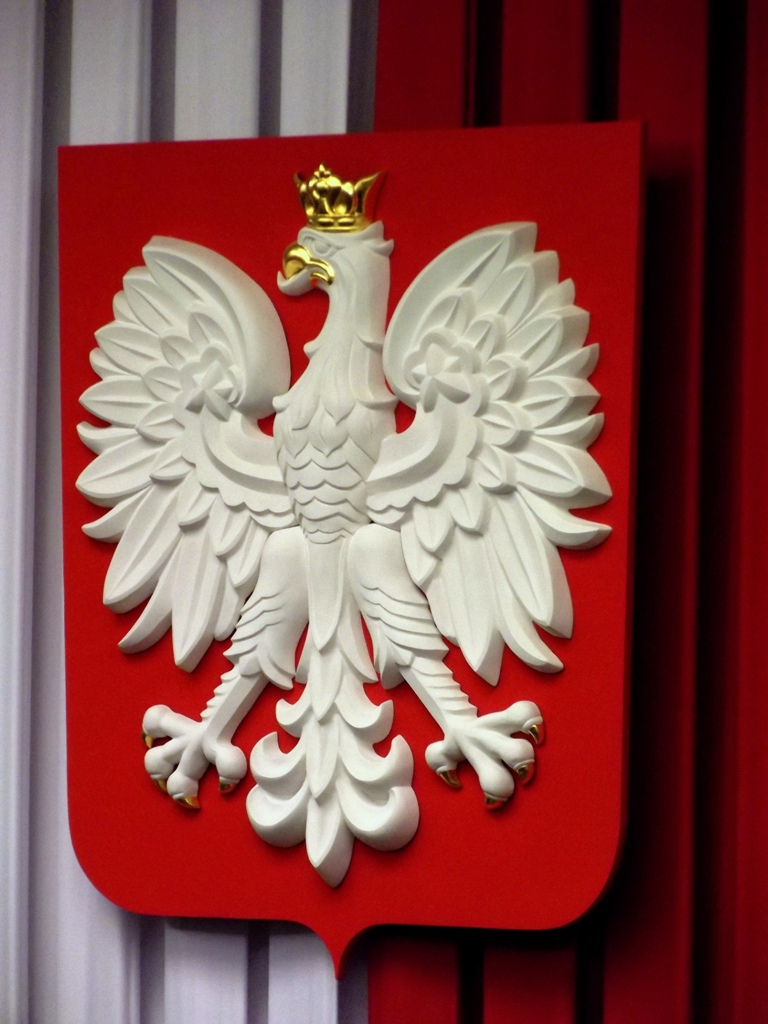
Im Plenarsaal des polnischen Parlaments angebrachte Wappeninstallation.

Das Wappen der Republik Polen (polnisch Godło Rzeczypospolitej Polskiej) ist ein goldgekrönter weißer Adler mit goldener Bewehrung (Krallen) und goldenem Schnabel auf rotem Schild.
Das Wappen stammt aus der Zeit des frühen Königreichs Polen und wurde vom polnischen Herrschergeschlecht der Piasten bereits im 10. Jahrhundert geführt. Einer Sage zufolge beschloss der legendäre erste Herrscher Polens, Herzog Lech, beim Anblick eines weißen Adlers, der bei Sonnenuntergang in seinem Horst nistete, dieses Bild als sein Emblem zu verwenden.
Die heutige Gestaltungsform des Wappens geht auf Entwürfe des polnischen Grafikers und Malers Zygmunt Kamiński zurück und wurde während der sogenannten Sanacja eingeführt.
Zur Zeit der Volksrepublik Polen wurde dasselbe Wappen, nur ohne Krone, verwendet. Seit 1989 wird erneut die Variante mit Krone, jedoch einem leicht modifizierten Schild, geführt. Die polnischen Streitkräfte nutzen seit jeher eine abgewandelte Variante des Wappens, die auf die 1796 gegründeten polnischen Legionen zurückzuführen ist.
Der Blick des Adlers im Wappen richtet sich immer nach heraldisch rechts, d. h. nach links vom Betrachter aus gesehen.

## Offizielle Varianten
Das offizielle Wappen Polens ist in der Verfassung verankert. Für unterschiedliche Zwecke werden von dieser nur leicht abweichende Varianten verwendet.

Digitalisierte und in Medien verwendete Darstellung
Seltene und mit Außenlinien versehene Darstellung
Stilisierte und auf staatlichen Dokumenten eingesetzte Darstellung
Von der Regierung und den Ministerien genutzte Darstellung

## Historische Wappen
Im Lauf der Geschichte Polens hat sich die Darstellung des Wappens immer wieder verändert. Durch die Teilungen Polens kamen zudem auch ganz von der ursprünglichen Darstellung abweichende Entwürfe hinzu.

Königreich Polen (1025–1569)
Polnisch-Ungarische Union (1370–1444)
Polnische Krone (1569–1795)
Kleines Wappen von Polen-Litauen (1569–1795)
Großes Wappen von Polen-Litauen (1569–1795)
Königreich Galizien und Lodomerien (1772–1918)
Herzogtum Warschau (1807–1815)
Kongresspolen (1815–1916)
Großherzogtum Posen (1815–1920)
Wappen während des Novemberaufstandes (1830–1831)
Republik Krakau (1815–1846)
Wappen während des Krakauer Aufstandes (1846)
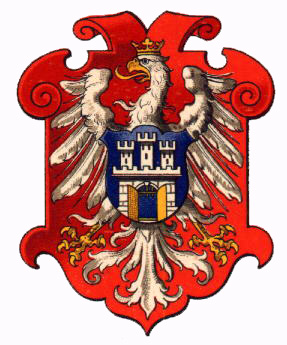
Großherzogtum Krakau (1846–1918)
Wappen während des Januaraufstandes (1863–1864)
Wappen des sogenannten Weichsellandes (1867–1915)
Regentschaftskönigreich Polen (1916–1919)
Wappen während des Posener Aufstandes (1918–1919)
Republik Mittellitauen (1920–1922)
Republik Polen Erste Version (1918–1919)
Republik Polen Zweite Version (1919–1927)
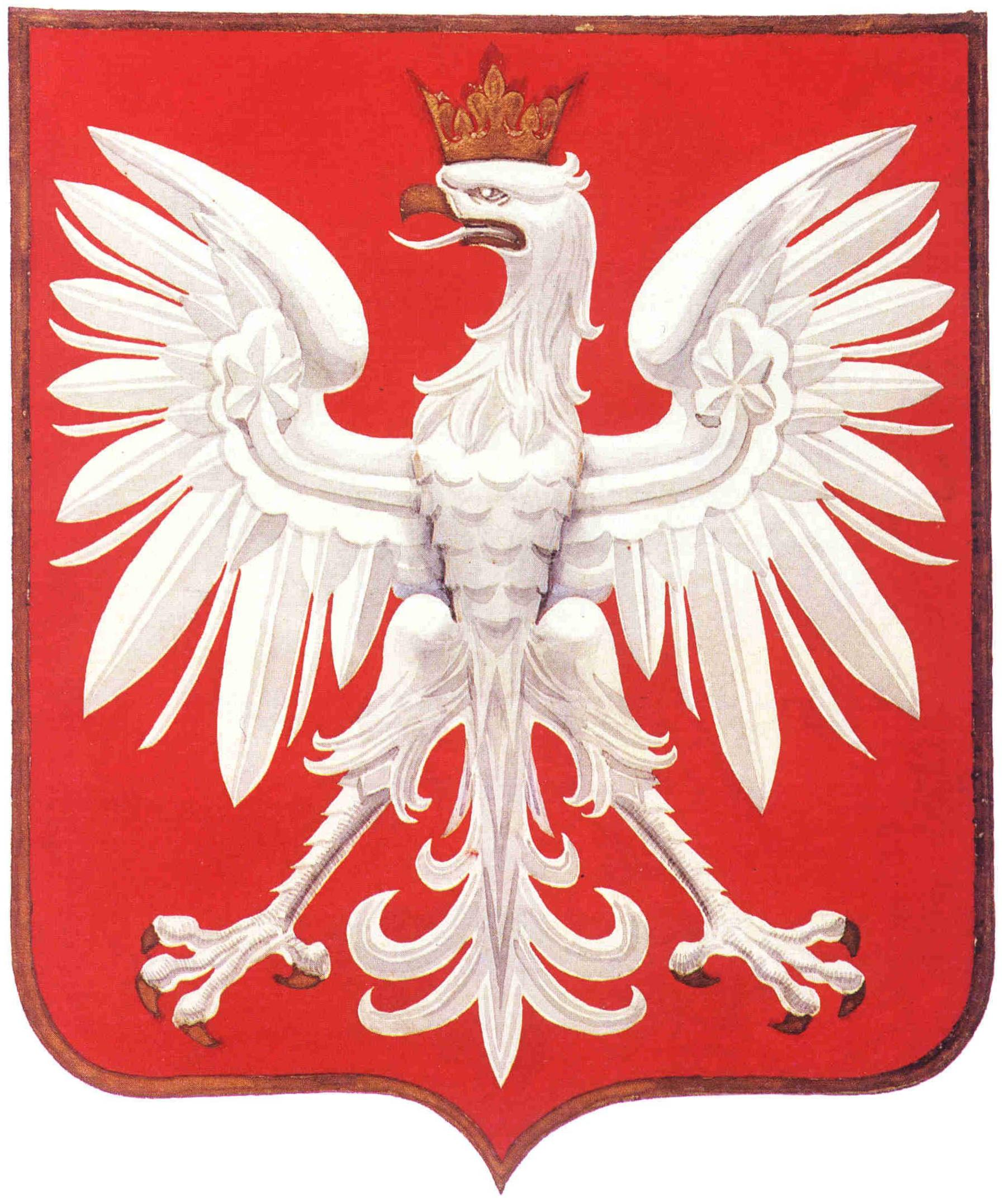
Republik Polen Nicht verwendete dritte Version (1927)
Republik Polen Vierte finale Version (1927–1944/1952)
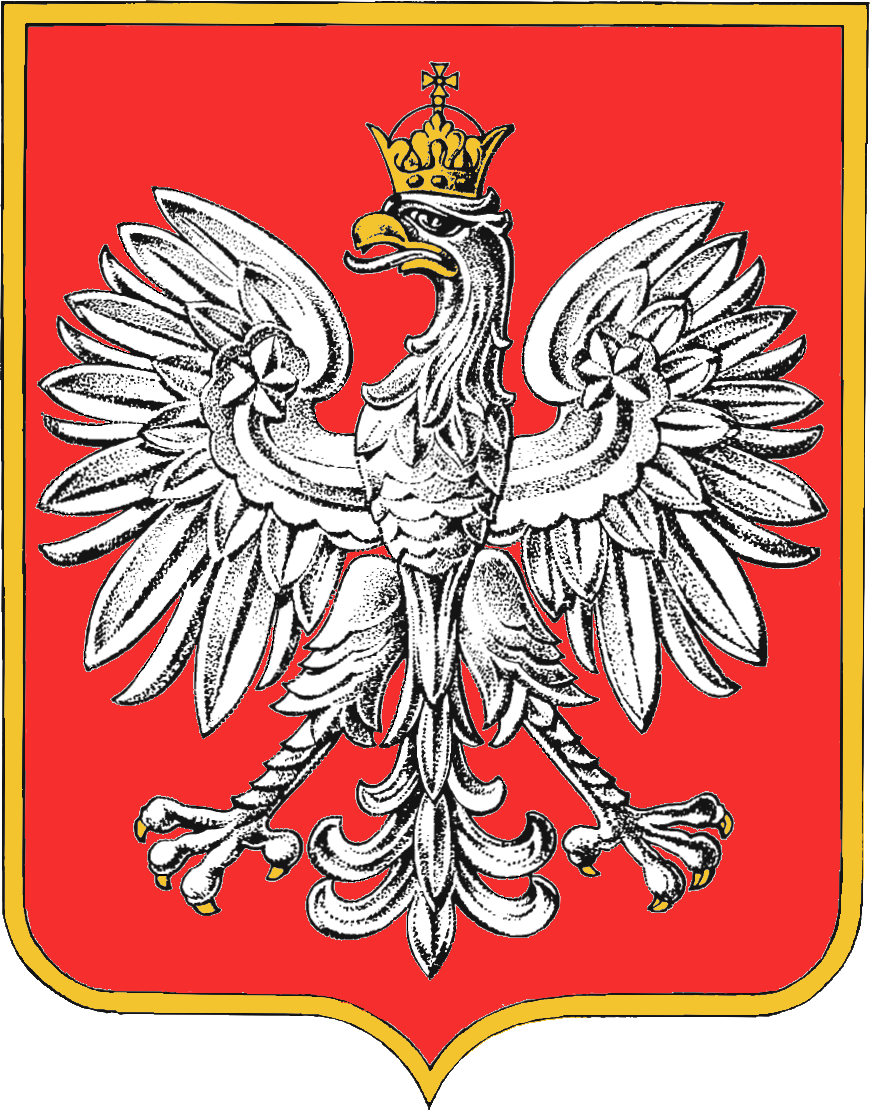
Polnische Exilregierung (1956–1990)
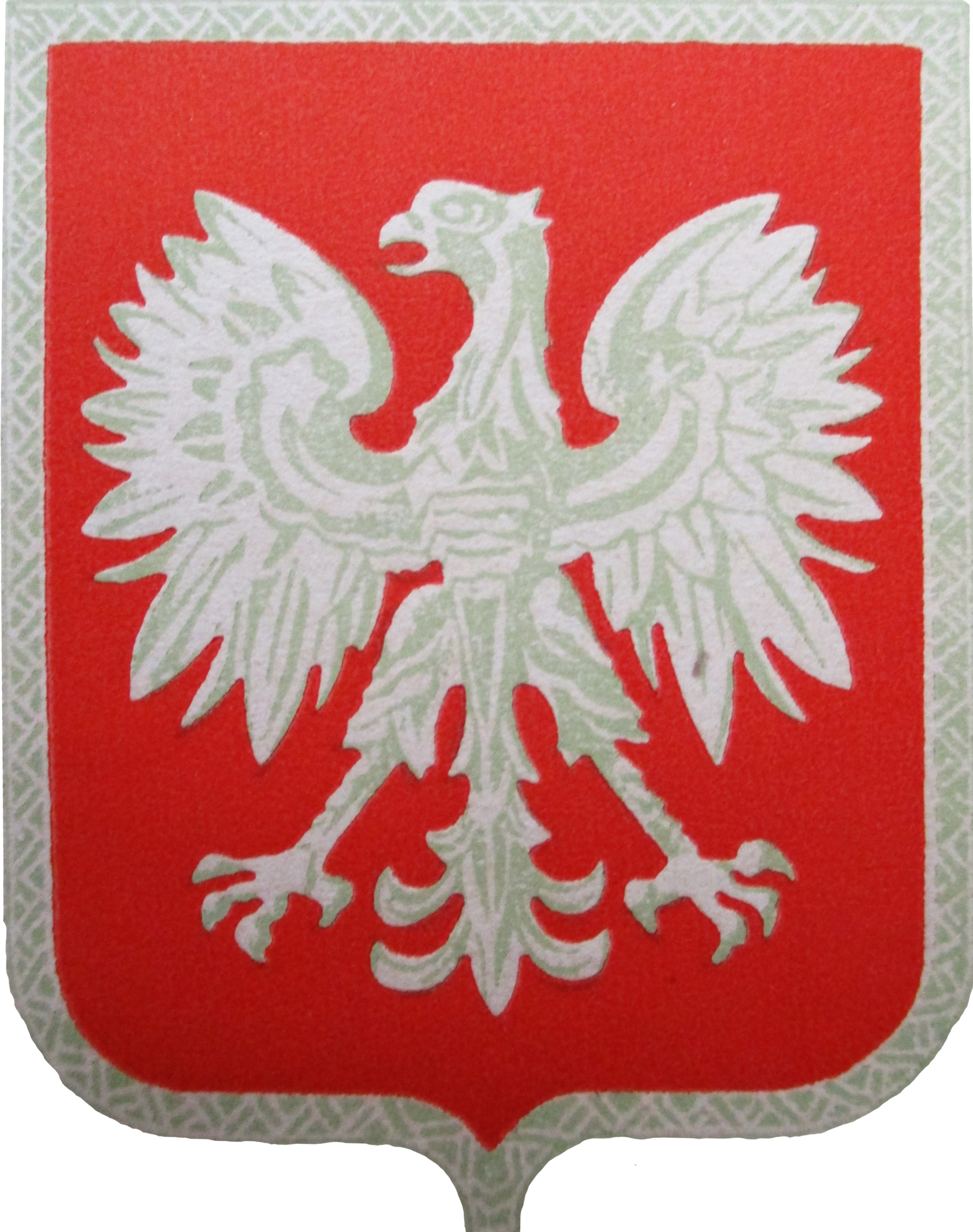
Volksrepublik Polen Erste Version (1944/1952–1955)
Volksrepublik Polen Zweite Version (1955–1989)
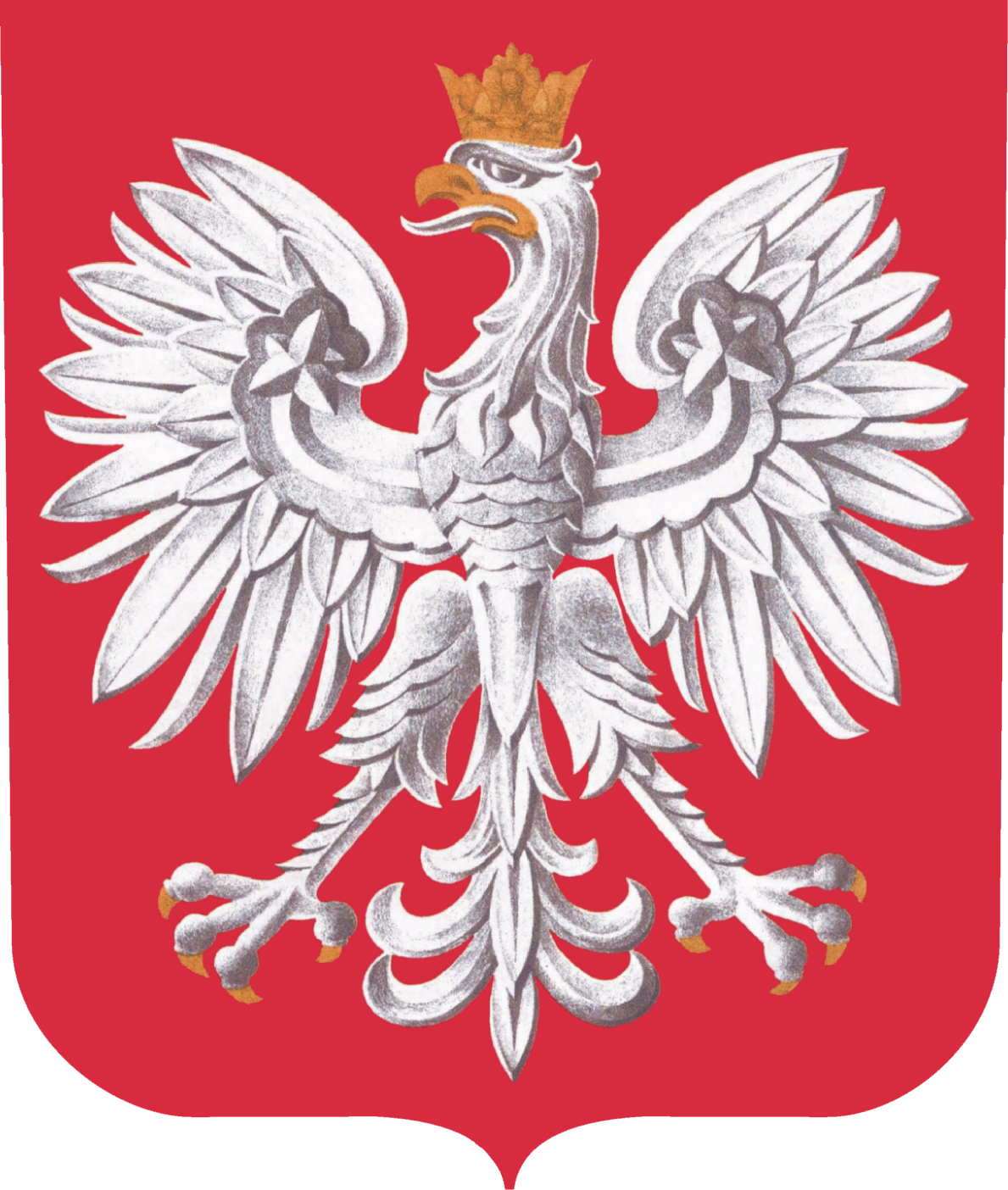
Republik Polen (seit 1989)

## Militärisches Emblem
Die Streitkräfte Polens nutzen seit jeher eine abgewandelte Darstellung des Wappens, das sich an ursprünglichen Entwürfen aus dem 18. Jahrhundert orientiert.

Seit 1989 vom polnischen Heer gebrauchte Darstellung
1918 bis 1947 während der Zweiten Republik genutzte Darstellung
1914 bis 1918 von den polnischen Legionen genutzte Darstellung
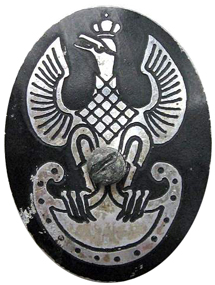
1916 bis 1918 vom polnischen Hilfskorps genutztes Abzeichen
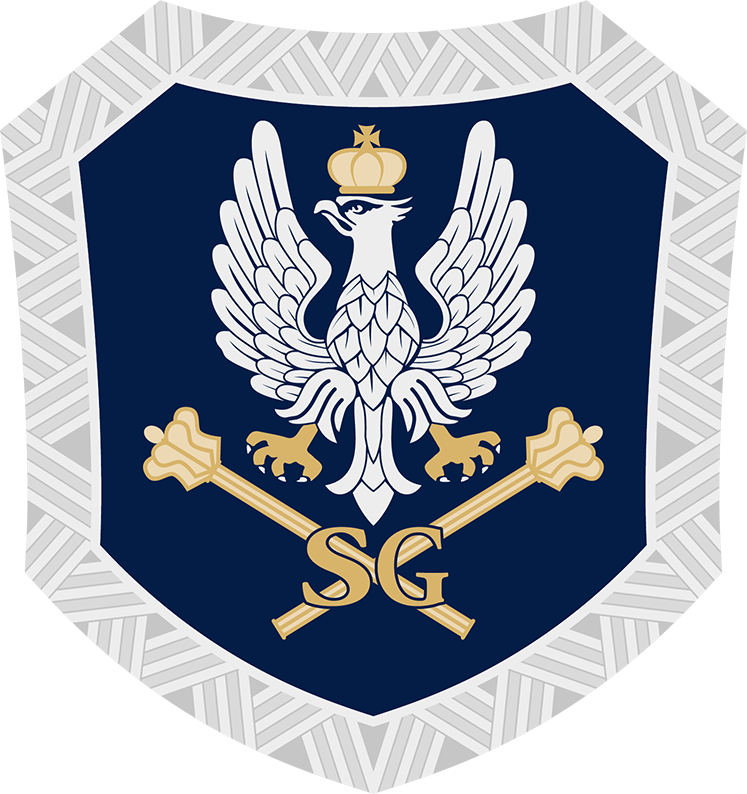
Seit 1918 vom polnischen Generalstab genutzte Darstellung
Seit 1989 vom polnischen Verteidigungsministerium genutztes Emblem
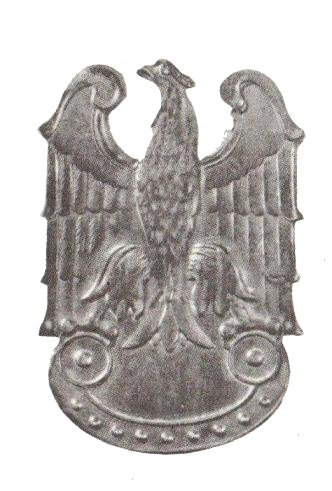
1942 bis 1944 von der Volksgarde genutzte Darstellung
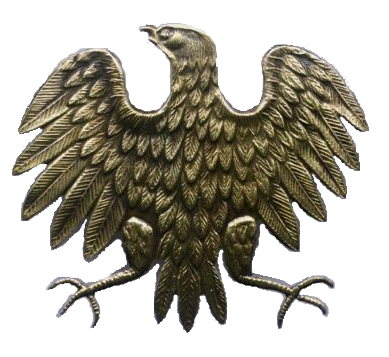
1941 bis 1944 von den polnischen Streitkräfte in der Sowjetunion genutztes Abzeichen
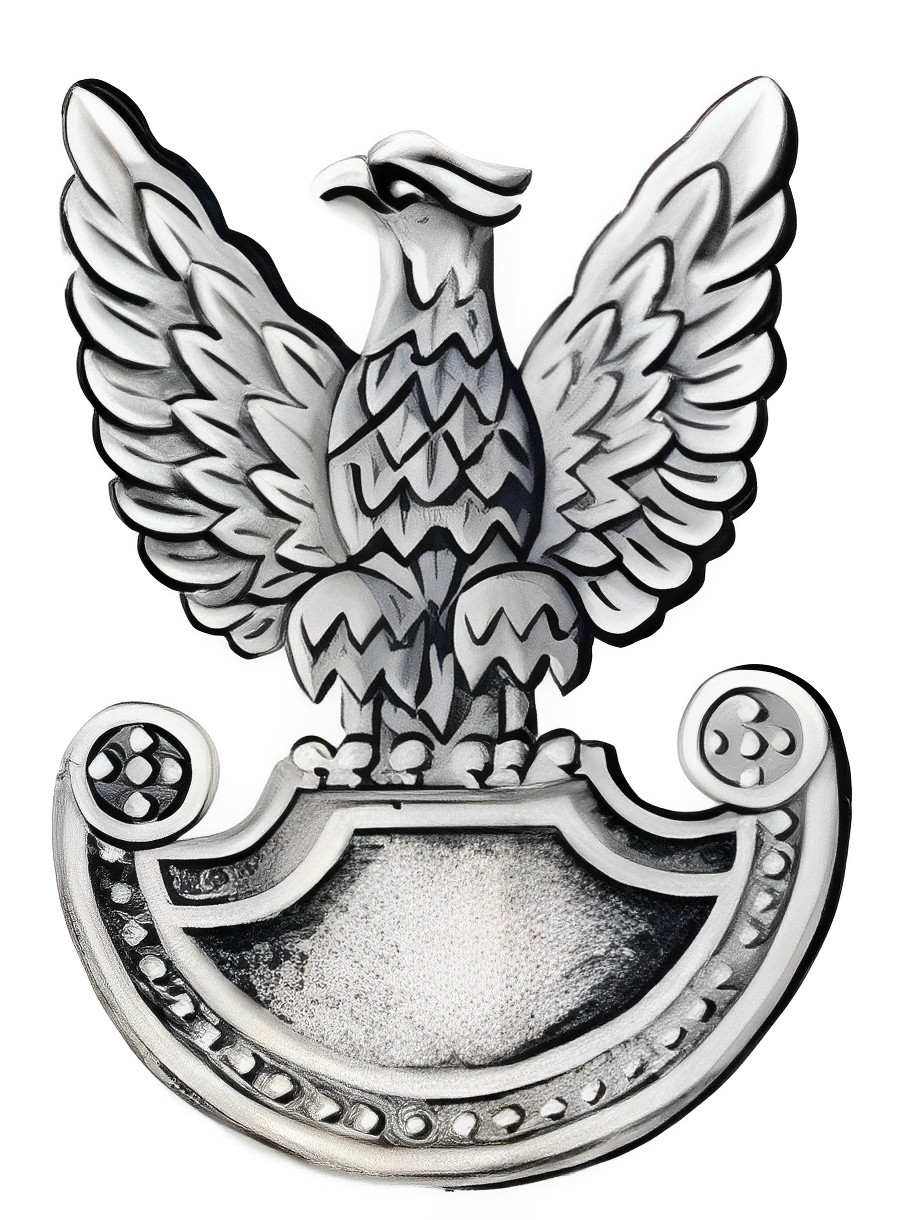
1944 bis 1989 von der polnischen Volksarmee genutztes Abzeichen
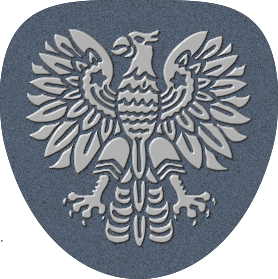
1944 bis 1990 von der polnischen Bürgermiliz genutztes Abzeichen
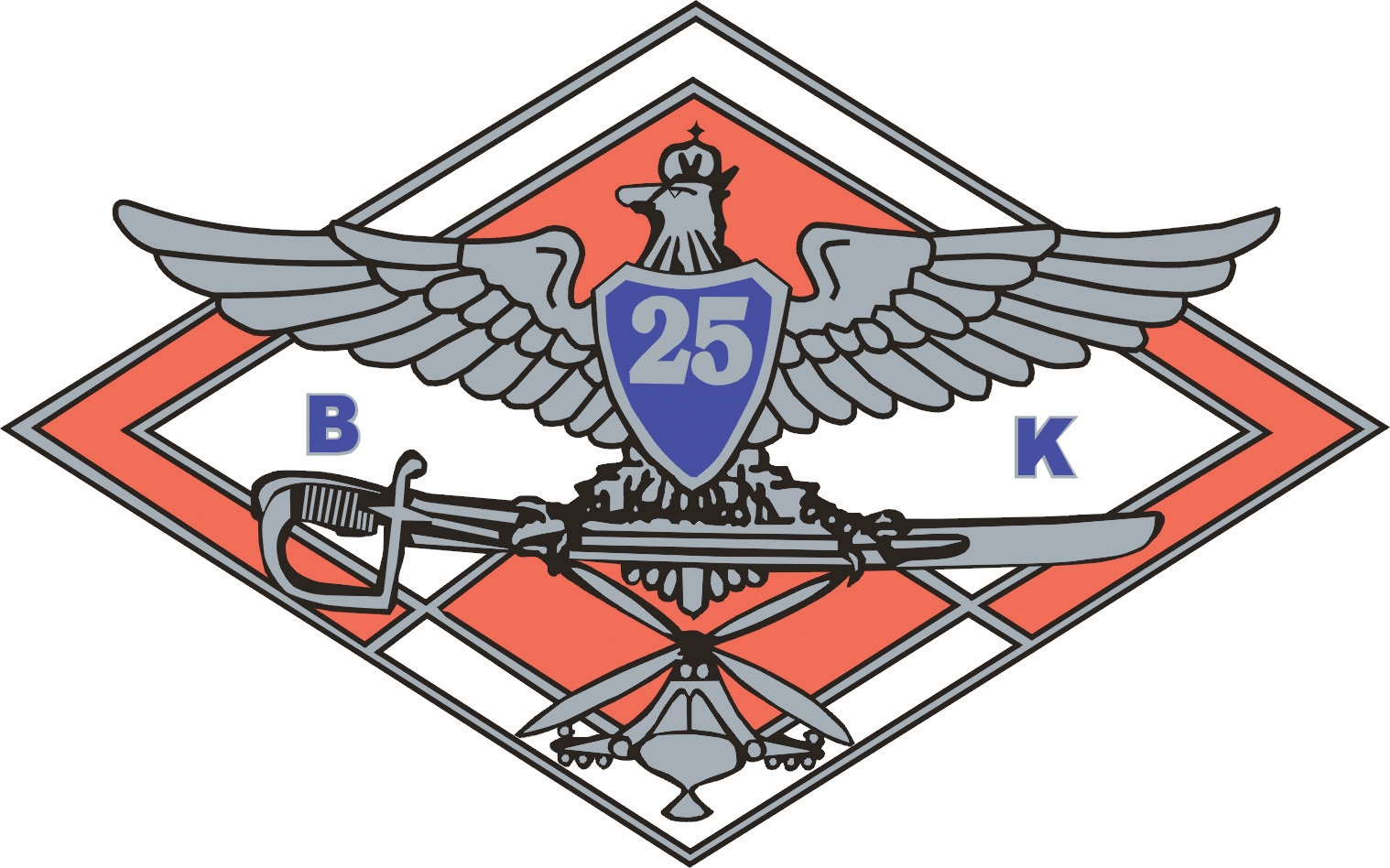
Seit 1990 von der polnischen Luftbeweglichen Infanterie genutztes Emblem
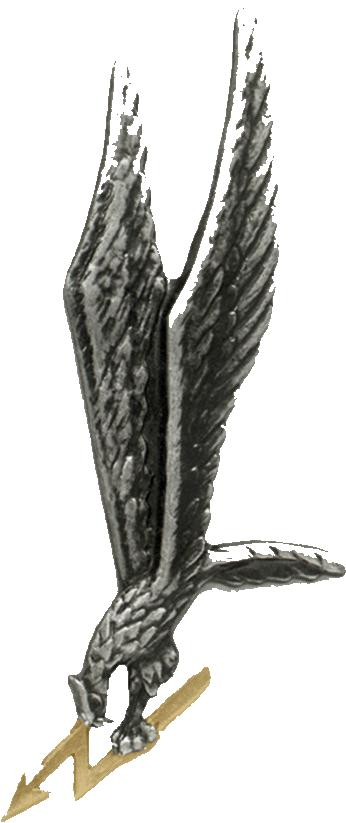
Seit 1990 von der polnischen Spezialeinsatzeinheit GROM genutztes Abzeichen
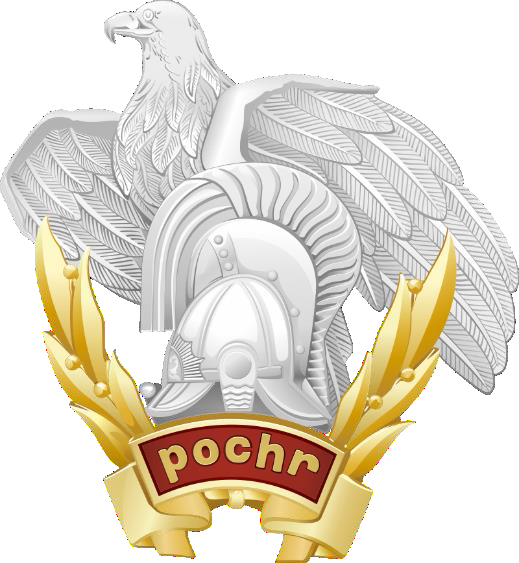
Seit 1990 von der polnischen Schutzbrigade genutztes Emblem
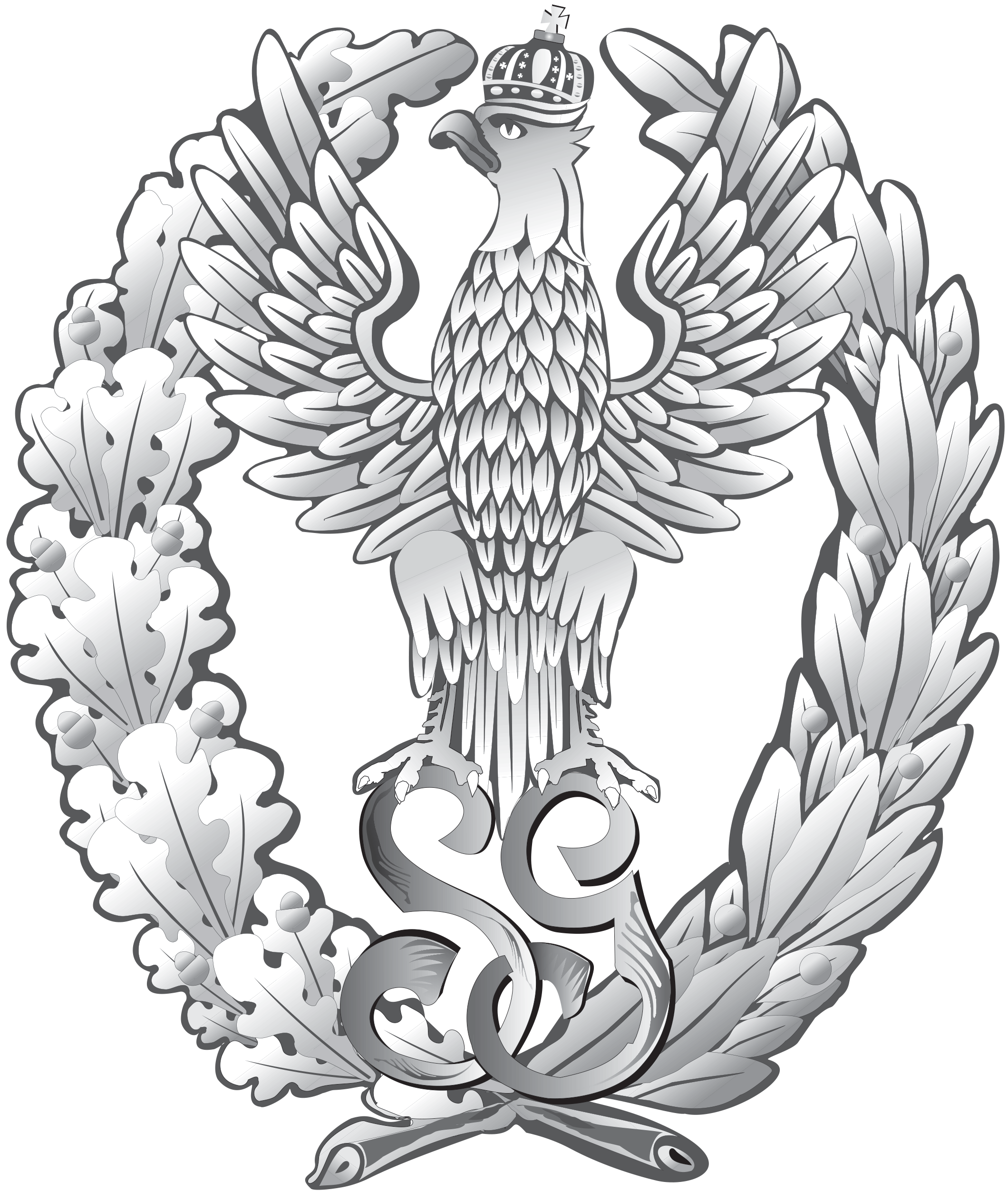
Seit 2016 von der Militärakademie Warschau genutztes Emblem
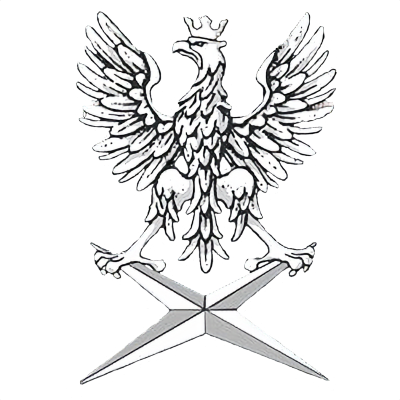
Seit 2002 vom polnischen Nachrichtendienst AW genutztes Emblem
Seit 2020 genutztes Banner der polnischen Streitkräfte

## Weitere Darstellungen
Zahlreiche Institutionen in Polen führen Embleme, die an das Wappen Polens angelehnt sind und manchmal nur geringe, dann wieder sehr starke Unterschiede aufweisen. Auf offiziellen Dokumenten ist das Wappen in der Regel immer identisch.

Siegel des ersten polnischen Königs um 1000 n. Chr.
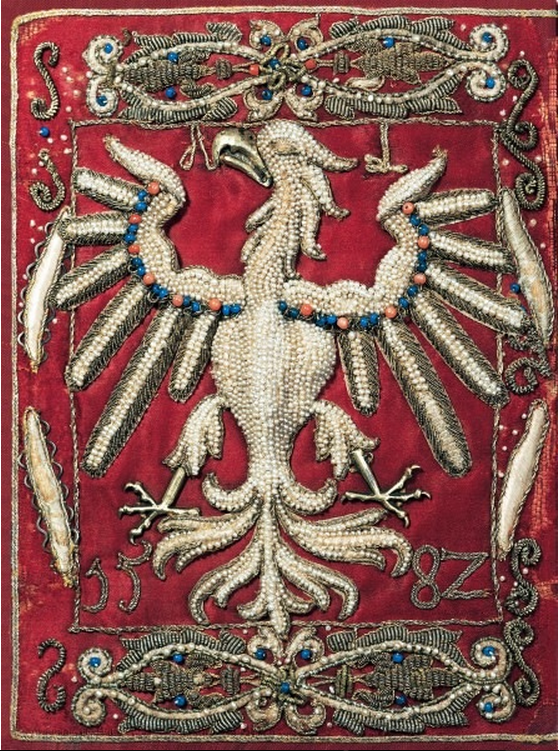
Königliche Stickerei aus dem 16. Jahrhundert
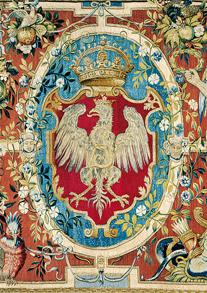
Flämische Tapisserie im Wawelschloss aus dem 16. Jahrhundert
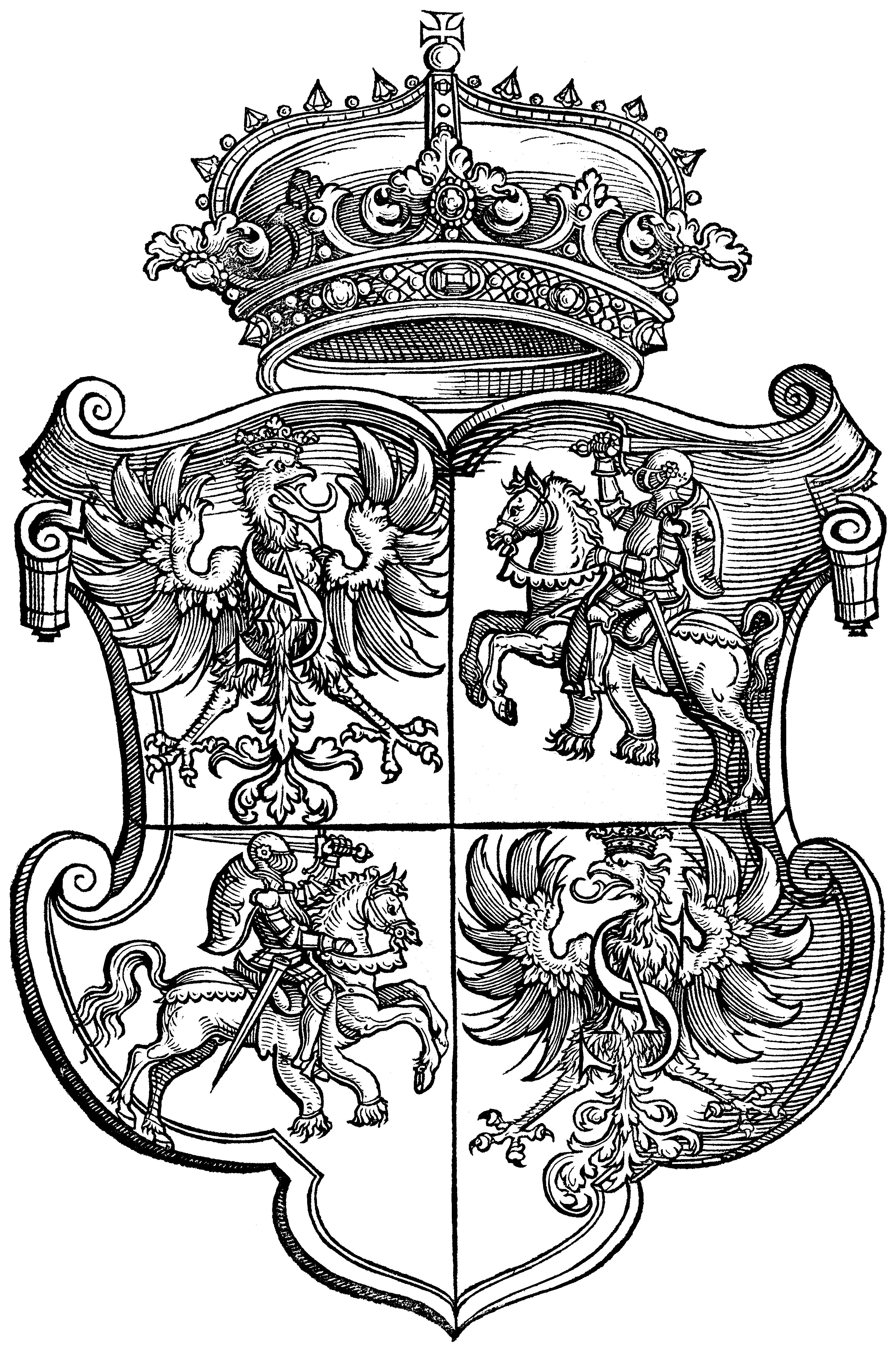
Siegel der polnischen Krone im 17. Jahrhundert
Seit 1493 vom polnischen Senat gebrauchte Darstellung
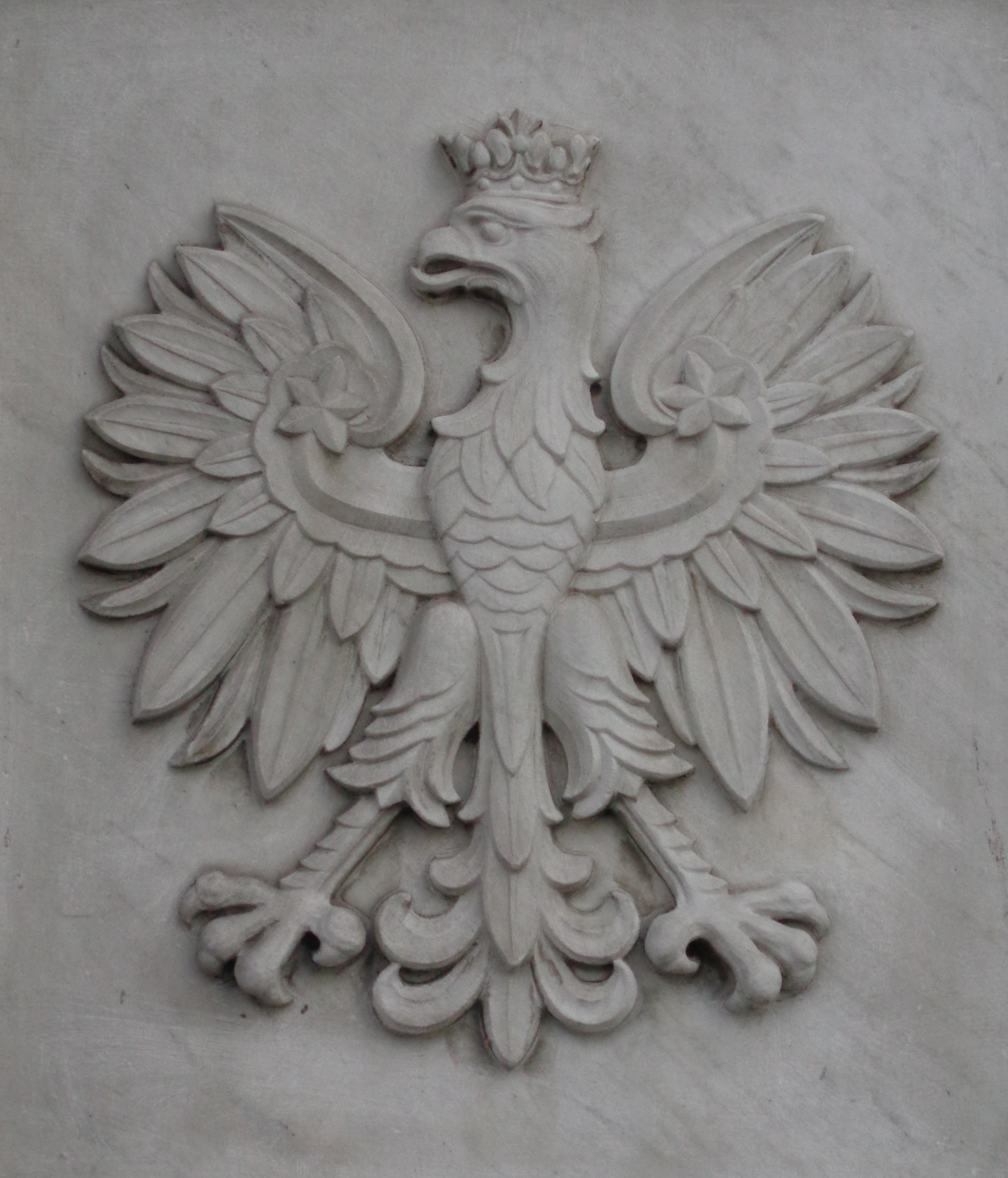
In Stein gemeißelte Darstellung
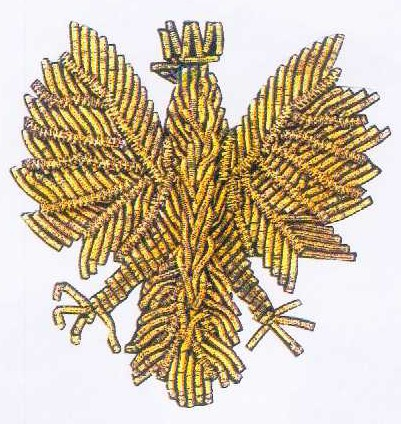
Aufnäher der polnischen Marschallgarde im Sejm
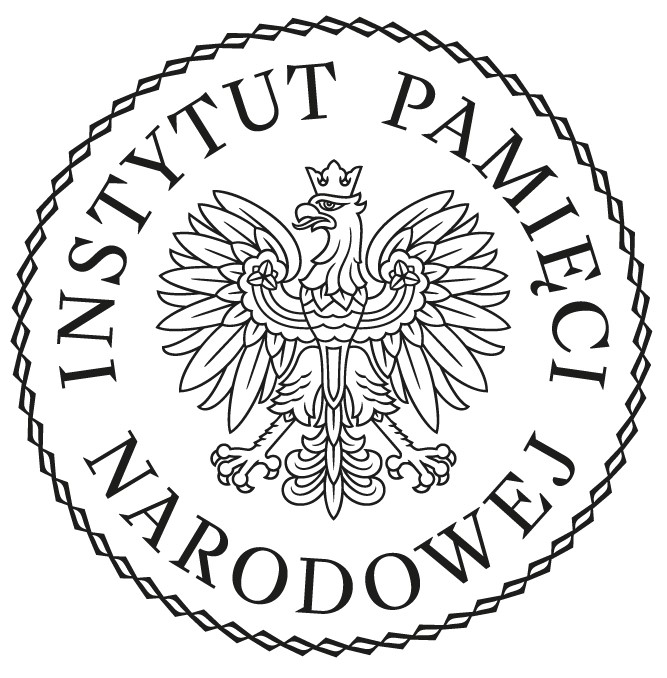
Logo des Instituts für Nationales Gedenken
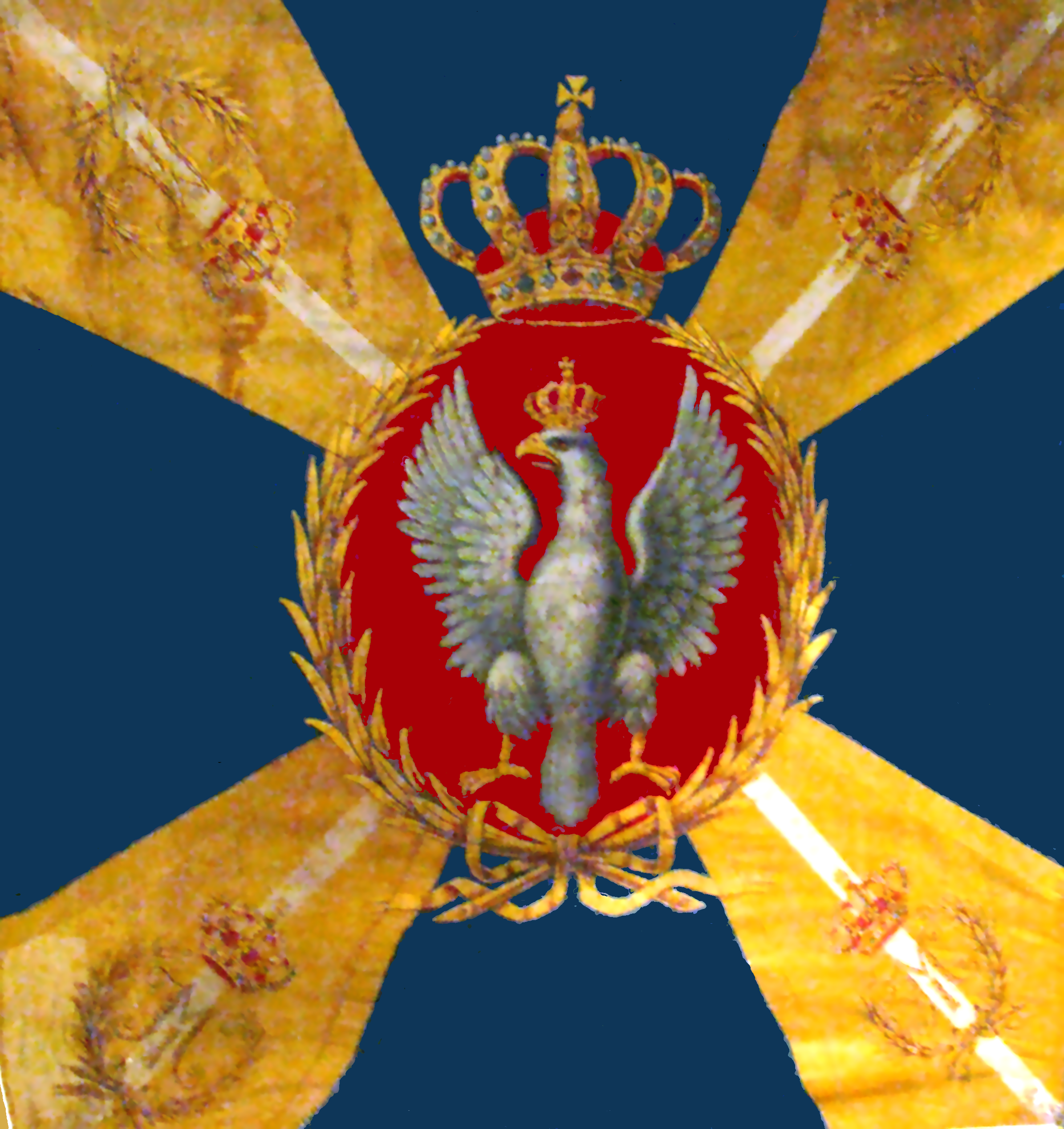
Banner der polnischen Kongressarmee
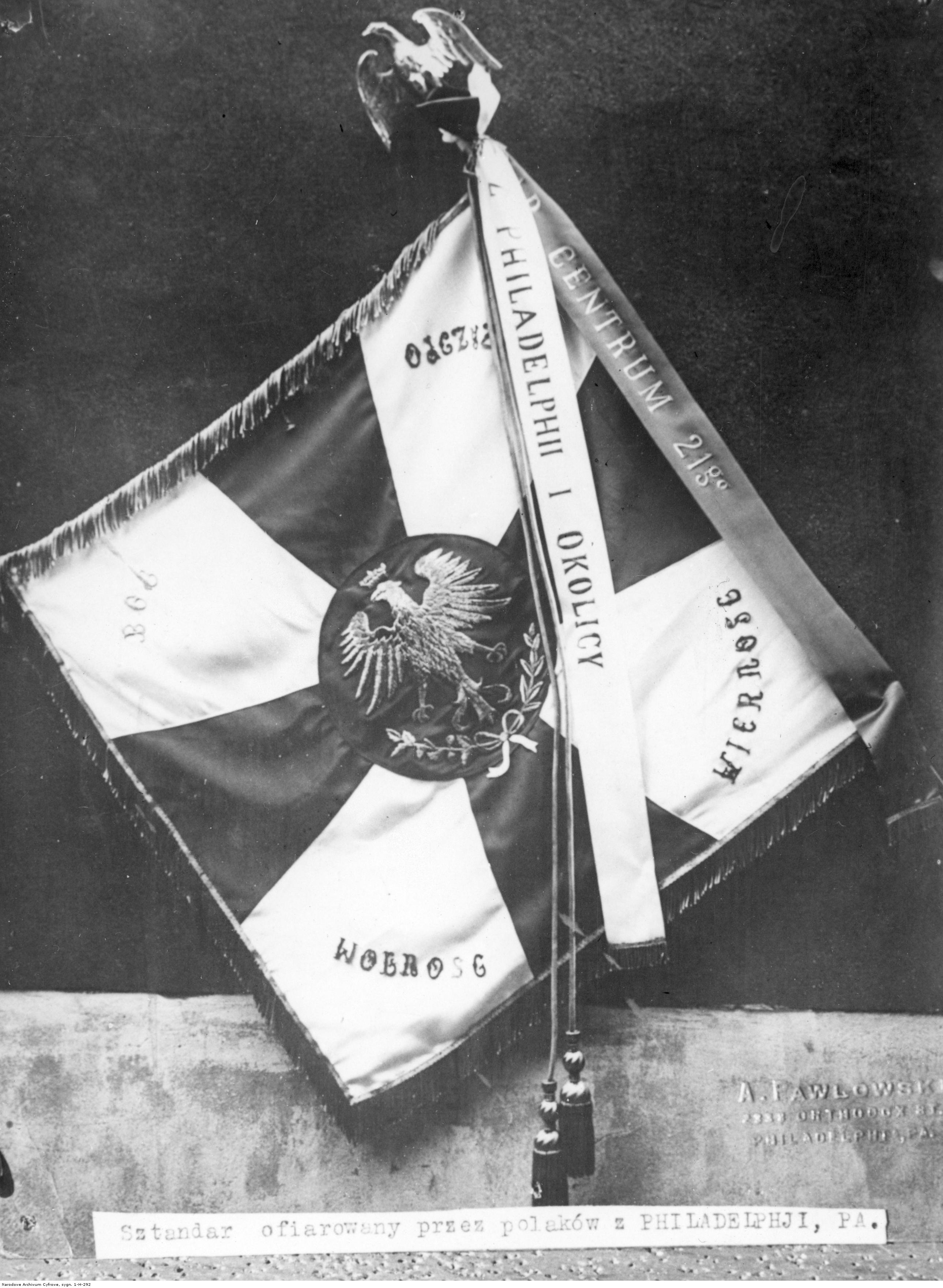
Banner der Blauen Armee
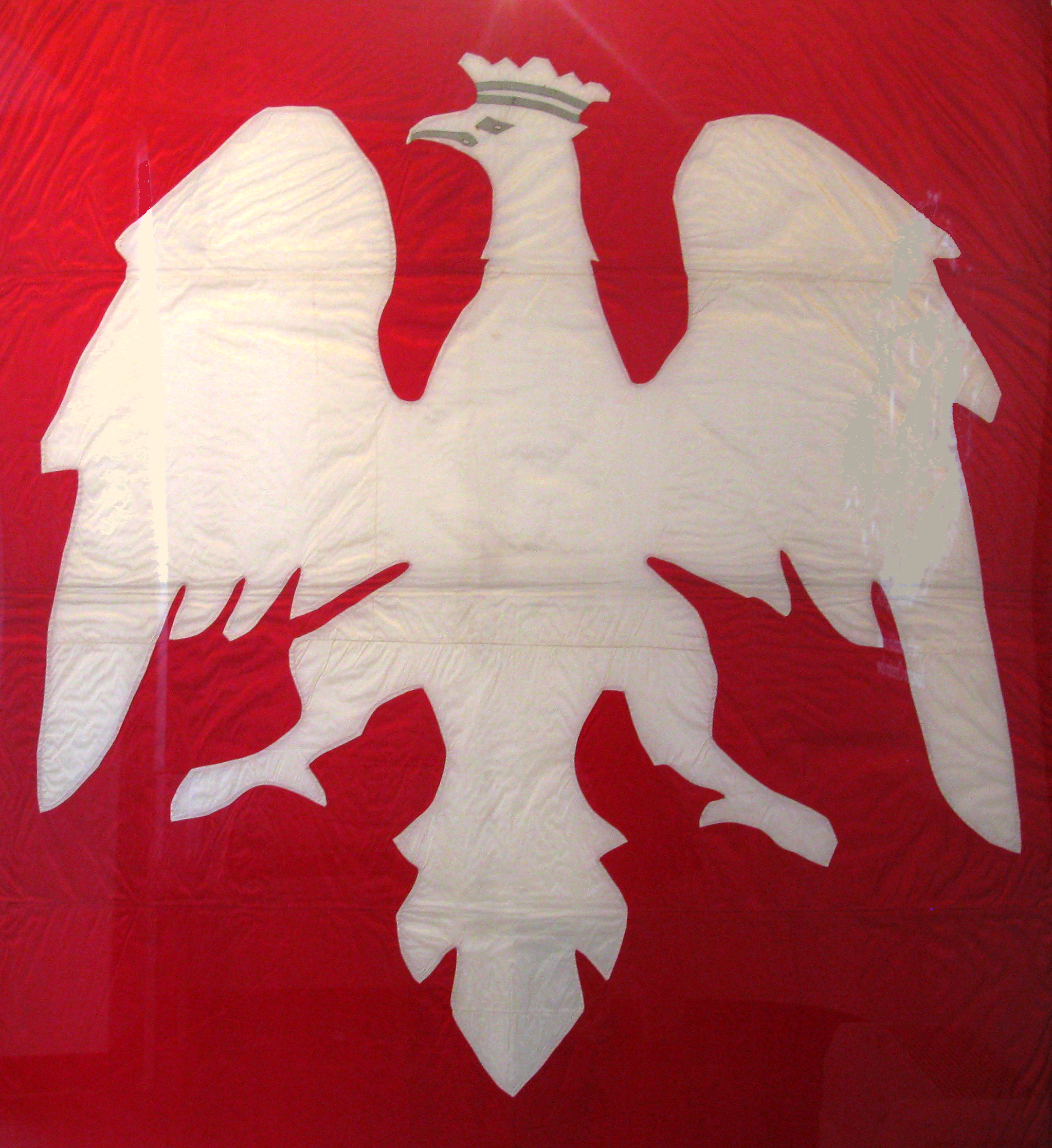
Marinebanner während des Januaraufstand von 1863/64
Siegel der Universität Warschau mit historischer Darstellung
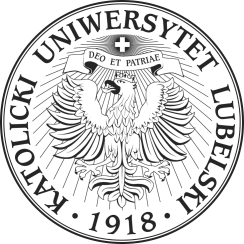
Siegel der Katholischen Universität Lublin mit zeitgenössischer Darstellung
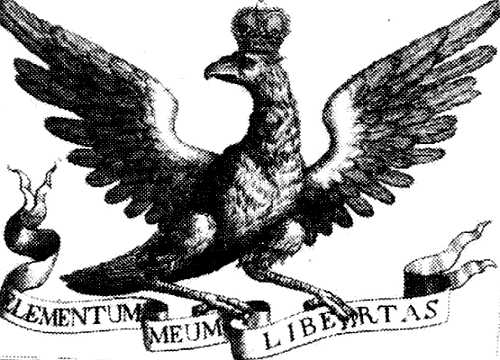
Im 18. Jahrhundert vor den Teilungen Polens beliebte Darstellung
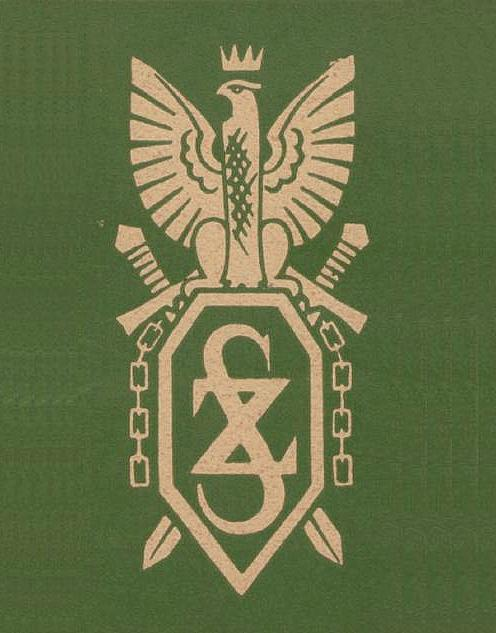
Emblem des Verbandes der nach Sibirien vertriebenen Polen und ihrer Nachfahren
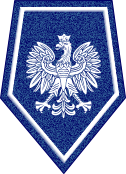
Wappen auf Uniformen der Generalinspektion der polnischen Polizei
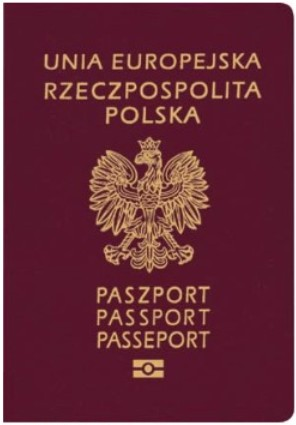
Prägung auf dem polnischen Reisepass
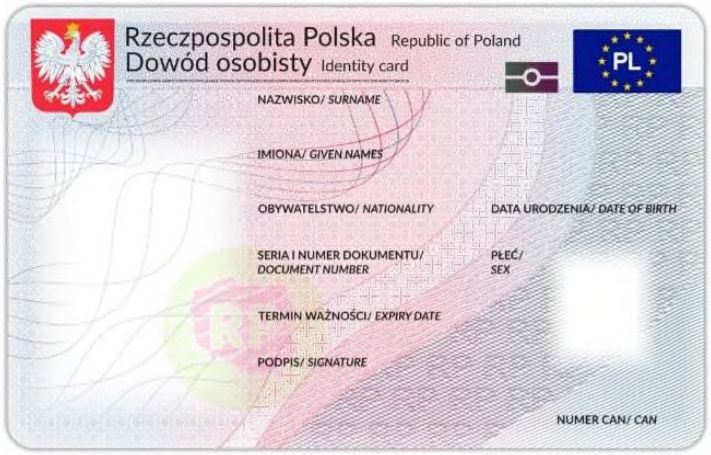
Darstellung auf dem polnischen Personalausweis
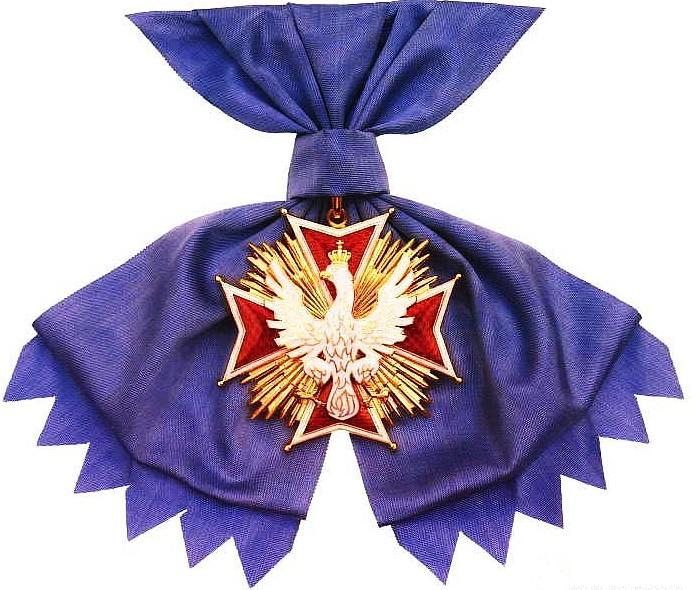
Orden des Weißen Adlers
Darstellung auf offiziellen Grenzübergangs- und Grenzhinweisschildern
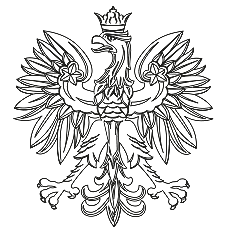
Stilisierte Darstellung auf inoffiziellen Druckerzeugnissen
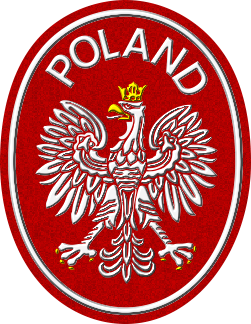
Seit 1990 auf militärischen Uniformen geheftete Darstellung
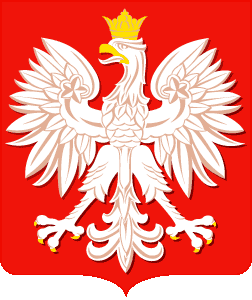
Vom polnischen Fußballverband 1989 bis 2017 verwendete Darstellung
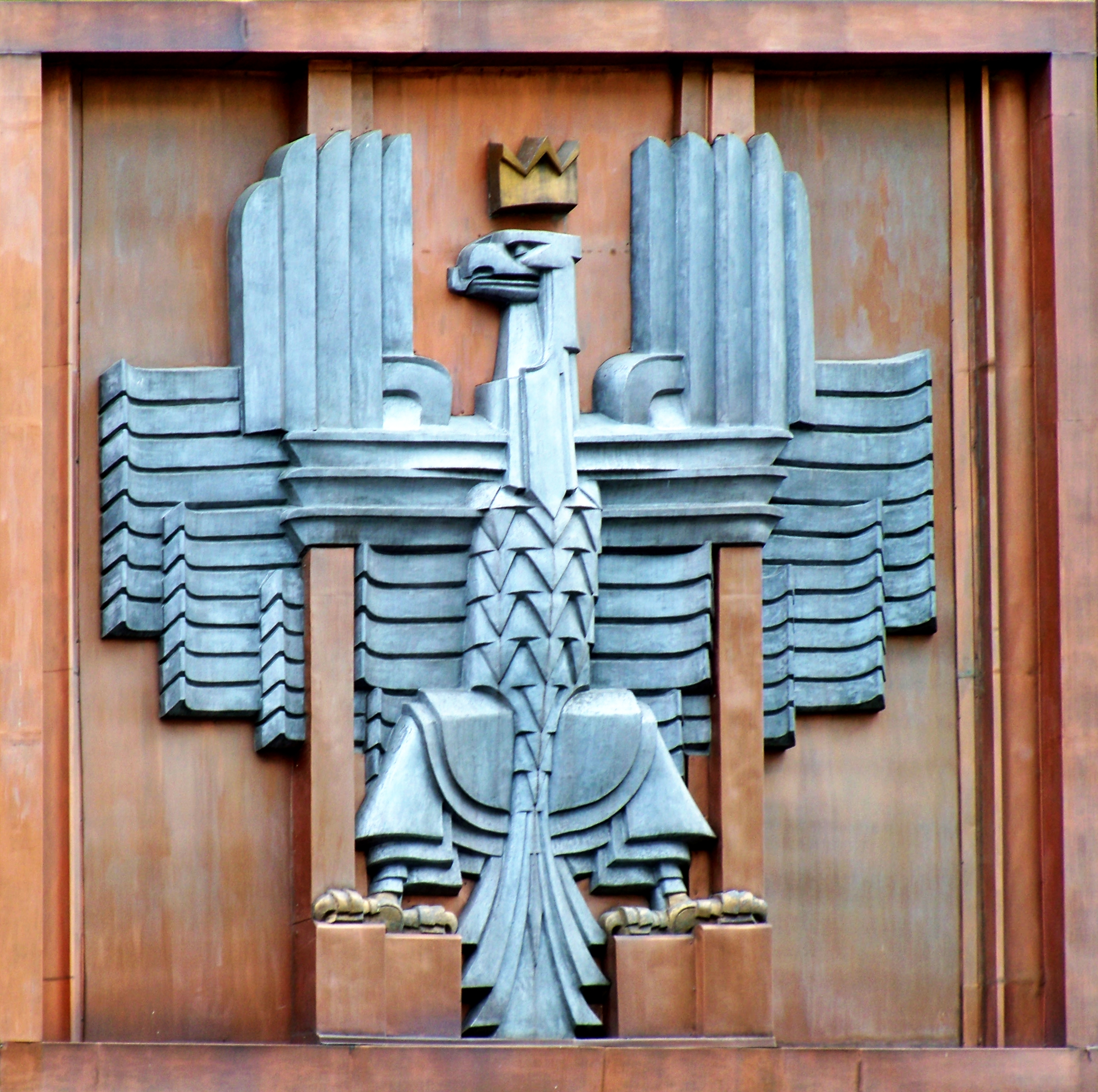
Installation am Warschauer Fernmeldeamt
Silhouettierte Darstellung auf polnischen Kennzeichenschildern

## Woiwodschaftswappen
Die Woiwodschaften Großpolen, Kleinpolen und Masowien, die auf historische Kerngebiete Polens zurückgehen, verwenden für ihre jeweiligen Wappen seit 1999 abgewandelte und historisch orientierte Varianten des polnischen Wappens. In der Zwischenkriegszeit verwendeten zudem die ehemaligen Woiwodschaften Posen, Krakau und Warschau ähnliche Wappen. Die gleichnamigen von 1945 bis 1998 existierenden Woiwodschaften führten keine Wappen.

Wappen der Woiwodschaft Großpolen
Wappen der Woiwodschaft Kleinpolen
Wappen der Woiwodschaft Masowien
Wappen der ehemaligen ersten Woiwodschaft Posen (1919–1939)
Wappen der ehemaligen ersten Woiwodschaft Krakau (1314–1795)
Wappen der ehemaligen zweiten Woiwodschaft Krakau (1919–1939)
Wappen der ehemaligen ersten Woiwodschaft Warschau (1919–1939)

## Prägungen
Polnische Umlaufmünzen sind immer mit dem Wappen Polens ausgestattet. Die Darstellung ist seit 1927 mit wenigen Ausnahmen unverändert geblieben.

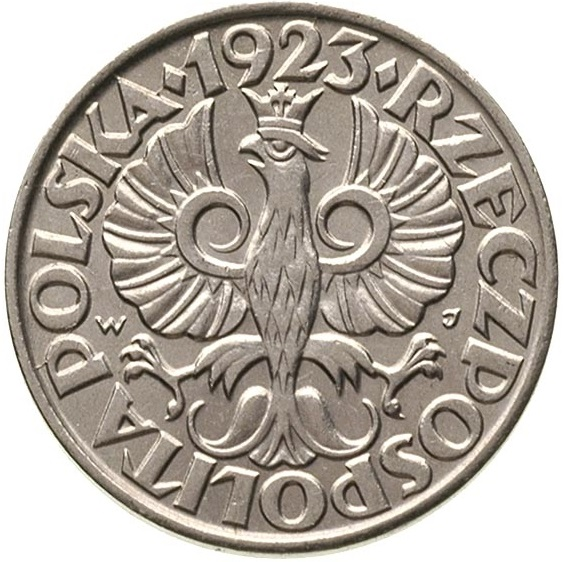
Groschen-Münze mit in der Zwischenkriegszeit geprägten Darstellung
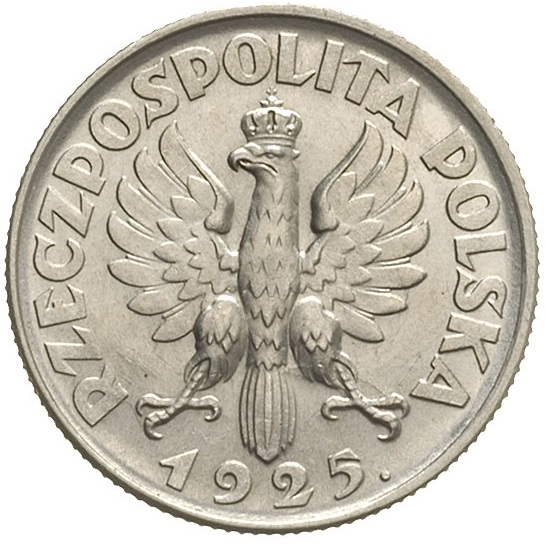
Złoty-Münze mit der von 1918 bis 1927 geprägten Darstellung
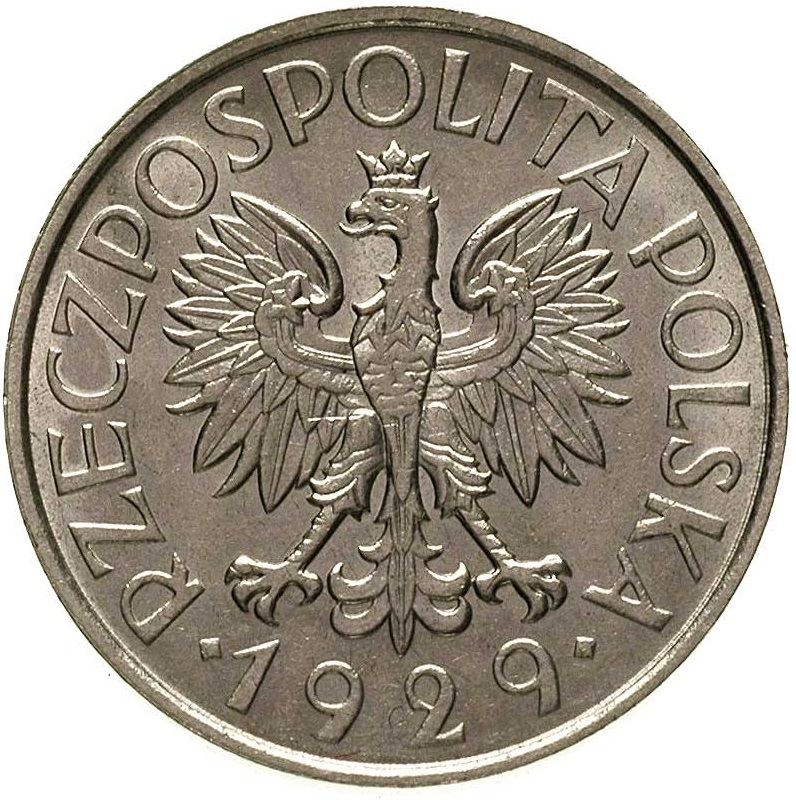
Złoty-Münze mit der von 1927 bis 1939 sowie seit 1989 geprägten Darstellung
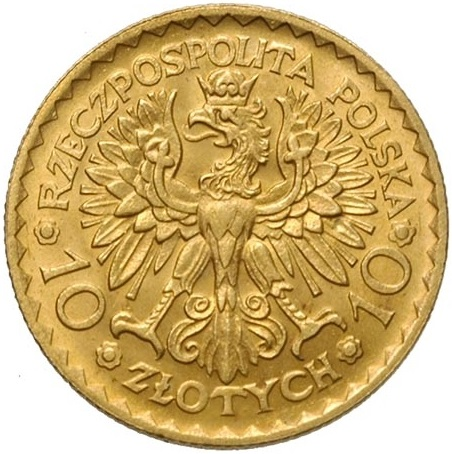
Darstellung auf Gedenk-Gold-Münzen aus der Zwischenkriegszeit